# Todd Farmer
Todd Farmer (Fort Madison, 21 novembre 1968) è un attore e sceneggiatore statunitense.
Ha debuttato nell'industria cinematografica nel 2001, scrivendo la sceneggiatura del film horror Jason X.
Per un periodo di sei anni si è dovuto allontanare dalla cinematografia a causa di problemi personali, e nel 2007 ha interpretato un demone nell'horror filoreligioso The Belly of the Beast, storia futuristica in cui il mondo aspetta il ritorno del Messia e dei nuovi 12 apostoli in balia del male e della tentazione.
Dal 2009 ed oltre si aspetta l'uscita di due sue sceneggiature, ovvero il rifacimento de Il giorno di San Valentino, film cult canadese del 1981; e la trasposizione cinematografica del videogioco Clock Tower 3. che non vide mai la luce

## Filmografia

### Attore
- JX - Jason X (Jason X), regia di James Isaac (2001)
- The Belly of the Beast (2007)
- San Valentino di sangue 3D (My Bloody Valentine 3D), regia di Patrick Lussier (2009)
- Drive Angry, regia di Patrick Lussier (2011)
- Cheap Thrills - Giochi perversi (Cheap Thrills), regia di E.L. Katz (2013)
- American Muscle, regia di Ravi Dhar (2014)
- Don't Kill It - Il cacciatore di demoni (Don't Kill It), regia di Mike Mendez (2016)
- Trick, regia di Patrick Lussier (2019)

### Sceneggiatore
- Jason X (2001)
- The Messengers (2007)
- San Valentino di sangue 3D (My Bloody Valentine 3-D) (2009)
- Messengers 2 - L'inizio della fine (Messengers 2: The Scarecrow) (2009)
- Drive Angry 3D (2011)
- Trick (2019)